# Тодор Гичев
Тодор Герасимов Гичев е български общественик, лекар и революционер, деец на Македонската младежка тайна революционна организация (ММТРО), активен участник в съпротивата на българското население във Вардарска Македония срещу сръбската власт (1918 – 1941), деец на Българските акционни комитети в Македония.

## Биография
Роден е в Щип, тогава в Османската империя. Следва медицина в Белград и става околийски лекар в Щип. След като Щип попада под сръбско управление след Балканските войни, участва дейно в борбите на македонските българи като член на ММТРО. Заради нелегалната си дейност още като студент е заловен от сръбските власти и на Скопския студентски процес е осъден на 5 години затвор. След излизането си от затвора продължава опозиционната на режима дейност.
| “ | VOJNOM SUDU V ARMIJSKE OBLASTI Viši vojni sud, veće kod Generalštaba Jug. Armije, rasmotrio je presudu, Vojnog suda - Stipske vojne oblasti od 17 maja 1945 god. sud BR. 186/45 u krivičnom predmetu protiv optuženijh, Kojzeklieve Miševe Roze, profesorke iz Štipa, Aleksova Ivanov Simeona, ovčara iz sela Buništa, sreza Kočanskog, Bojčeva Dimitrov Eftima, bivšeg sreskog načelnika u Strumica, Gičeva Gerasimov Dr. Todor, lekara iz Štipa, Hadži Kimova Eftimov Hadži Gligora, knjižara iz Štipa, koji su zbog dela... osudjeni na smrt i gubitak gradjanske časti za uvek, a Bojčev, Dr. Gičev i Hadži Kimov i na konfiskaciju imovine, pa je tu presudu u pogledu krivičnog dela POTVRDIO, a u pogledu ozrečenih kazni PREINACIO i optužene je kaznio kako sledi: 1/ Kojzeklijovu Miševa Rozu, na 10 (deset) godina robije i gubitak gradjanske časti za 5 (pet) godina. 2/ Aleksova Ivanov Simeona, na 15 (petnaeset) godina robije i gubitak gradjanse časti za 10 (deset) godina. 3/ Bojčeva Dimitrov Eftima, na doživotnu robiju, trajan gubitak gradjanske časti i konfiskaciju imovine. 4/ Gičeva Gerasimov Dr. Todora, na 15 (petnajst) godina robije gubitak gradjanske časti za 10 (deset) godina i konfiskaciju imovine. 5/ Hadži Kimova Eftimov Hadži Gligora, na 15 (petnajst) godine robije, gubitaj gradjanske časti za 10 godina i konfiskaciju imovine... | ” |
|   | |   |

В 1941 година Гичев участва в създаването на Българските акционни комитети и е избран първоначално за съветник, но впоследствие е преизбран за подпредседател в местния комитет в родния му град. Заедно с доктор Богдан Попгьорчев организира пробългарско събрание в Неготино.
На 4 и 5 юли 1942 година в Скопие, в адвокатската кантора на Йордан Чкатров е проведена среща, на която присъстват 19 души видни български общественици, политици, търговци и кметове, сред които Христо Паунчев от Охрид, Сотир Тренчев от Ресен, Борис Светиев от Битоля, Коце Ванов и Богдан Попгьорчев от Велес, Христо Сеизов от Кавадарци, Евтим Бойчев от Неготино, д-р Тодор Гичев от Щип, Павле Гичев и Коце Кратовалиев от Скопие, Тома Кленков, Чкатров, Щерю Боздов и Димитър Гюзелов. Те подчертават съществувалото въодушевление у населението в Македония и очакванията му, че България ще се опре на него за извоюване на свободата и приобщаването им към пределите на голяма България.
Събранието решава са се обърне директно към цар Борис III и му изпраща изложение, в което се иска по-голямо представителство на местното население:
| „ | Народът се чувства до известна степен неравноправен... Властта не извърши необходимия акт с представителите на македонския народ, за да покаже на света, че обединението е станало като резултат на върховната воля на самия народ в Македония... От друга страна местната интелигенция се чувства подчинена и смятана за недостойна да заеме ръководни места в държавното управление. Народът не може да си представи иначе свободата освен чрез налагането тъкмо на оня български елемент, който носеше знамето на българщината в Македония, елемент, който познава народа и неговите нужди, и който без сътресения може да приобщи довечера поробения български народ в Македония към системата на управлението на царството. | “ |

В същата 1942 година доктор Тодор Гичев участва в основаването на Българския общограждански национален клуб „Благой Монев“ в Щип и е избран за негов председател. Клубът се бори за запазване на българщината в Македония и за бързо приобщаване на Македония към Свободна България.
След установяването на комунистическия македонистки режим в Югославия е осъден за пробългарска дейност. През 50-те години на XX век лежи в концентрационния лагер в Пробищип, където се сближава с Наум Койзаклиев.